# Совет сепаратистов
Совет сепаратистов (также известный как Союз сепаратистов и Совет лидеров) — руководящий орган Конфедерации независимых систем во время Войн клонов.

## История
Совет сепаратистов был создан графом Дуку непосредственно перед Битвой за Геонозис. Он руководил действиями армии в период Войн клонов После атаки на Корусант и смерти графа Дуку Дарт Сидиус приказал генералу Гривусу, который в то время находился на Утапау, отправить всех членов Совета сепаратистов на Мустафар, где, по его словам, они были бы в безопасности. Корабль на Мустафар отбыл незадолго до того, как Республика осадила Утапау.
После смерти генерала Гривуса от руки Оби-Вана Кеноби, Совет формально стал во главе КНС, а основным его представителем стал Нут Ганрей. Совет обосновался на Мустафаре в штаб-квартире корпорации «Клеггер Корп Майнинг Фасилити», и именно туда Дарт Сидиус послал своего нового ученика Дарта Вейдера, чтобы тот положил конец сепаратистскому движению. Практически все лидеры сепаратистов (за исключением Рогуа Водраты) и их ближайшие помощники были убиты Вейдером. Их смерть послужила официальным окончанием Войн клонов. По меньшей мере, в течение двух месяцев убийство членов Совета не разглашалось. Предполагаемая угроза с их стороны позволила Императору продолжить свою военную экспансию.

## Полномочия
Совет сепаратистов был высшим органом управления Конфедерации. Все лидеры сепаратистов имели одинаковое право голоса. В случае гибели и главы государства, и верховного главнокомандующего во главе КНС должен был встать один из членов Совета.

## Состав
- Нут Ганрей — вице-король Торговой Федерации
- Ват(Уот) Тамборт Тамбор — старшина Техносоюза
- Сэн Хилл — председатель Межгалактического Банковского Клана
- Поггль Младший — архигерцог Геонозиса, глава «Джеонозиан Индастриз»
- Шу Май — президент Коммерческой Гильдии
- Пассел Ардженте — магистр Корпоративного Альянса, сенатор от сектора Факир и планеты Курива
- По Нудо — глава Картеля Гиперпространственной Связи, сенатор от Дуфильвианского сектора и планеты Андо
- Тиккес — глава Куарренской Лиги Изоляции, сенатор от сектора Каламари и планеты Мон-Каламари
- Рогуа Водрата — сенатор от сектора Махка и планеты Аллига
- Рун Хаако — советник Нута Ганрея
- Тендир Блу — советник Вата Тамбора
- Сун Фак — советник Поггля Меньшего
- Кат Мина — советница Шу Маи
- Денария Ки — советница Пассела Ардженте
- Шидо — советник По Нудо
- Б’олба — советник Тиккеса

## Появления
- Звездные войны. Эпизод II: Атака клонов
- Star Wars: Galactic Battlegrounds: Clone Campaigns
- CIS Shadowfeed Year’s Start Fete Day Edition: Dooku’s Address to the Confederacy
- Labyrinth of Evil
- Evasive Action: Reversal of Fortune
- Звездные войны. Эпизод III: Месть ситхов
- Dark Lord: The Rise of Darth Vader